# Districtul Mórahalom
Mórahalom (în maghiară Mórahalmi járás) este un district în județul Csongrád, Ungaria.
Districtul are o suprafață de 561,71 km2 și o populație de 29.928 locuitori (2013).

## Localități
- Ásotthalom
- Bordány
- Forráskút
- Mórahalom
- Öttömös
- Pusztamérges
- Ruzsa
- Üllés
- Zákányszék
- Zsombó